# Мартюк, Александр Леонидович
Александр Леонидович Мартюк (укр. Олександр Леонідович Мартюк; 24 июля 1972, Авдеевка, Донецкая область, Украинская ССР, СССР) — советский и украинский футболист, выступавший на позиции защитника и полузащитника.

## Биография
Родился 24 июля 1972 года в городе Авдеевка, Донецкой области. Заниматься футболом начал в родном городе, но позже перешёл в донецкую школу СДЮШОР-2. С 1989 года находился в составе донецкого «Шахтёра». В его составе провёл 2 матча в высшей лиге СССР 1991 года. Дебютировал в высшей лиге 27 июня 1991 года в матче 16-го тура против московского ЦСКА, в котором вышел на замену на 89-й минуте вместо Сергея Ателькина. Несколько дней спустя, 1 июля вновь появился на замену в матче с владикавказским «Спартаком».
После распада СССР продолжил выступать за «Шахтёр» уже в высшей лиге Украины. В сезоне 1994/95 был отдан в аренду в клуб высшей лиги «Торпедо» (Запорожье), за который сыграл 5 матчей и забил 2 гола. Также выступал во второй лиге за «Шахтёр-2».
В 1996 году подписал контракт с клубом второй лиги России «Металлург» (Липецк), в котором быстро стал игроком основы. По итогам сезона «Металлург» стал победителем зоны «Запад» и вышел в первую лигу. После двух сезонов в «Металлурге», Мартюк перешёл в нижегородский «Локомотив», в котором провёл 15 матчей и вышел с клубом в высшую лигу, однако сыграть за «Локомотив» в высшей лиге игроку не удалось. По ходу сезона 1999 он перешёл в клуб первой лиги «Торпедо-Виктория», за который провёл 25 матчей.
После окончания сезона в России, вернулся в Украину, где подписал контракт с донецким «Металлургом». Сезон 2001/2002 провёл в составе клуба «Кривбасс». В 2002 году вновь отправился в Россию, где провёл 25 матчей в первой лиге за хабаровскую «СКА-Энергию». Зимой 2002 года вернулся в донецкий «Металлург», однако за основную команду уже не играл и провёл полтора сезона во второй лиге, выступая за «Металлург-2». В 2003 году стал играющим тренером команды. По ходу сезона 2003/2004 перешёл в днепродзержинскую «Сталь», которой помог победить в группе «В» второй лиги и перейти в первую. В следующем сезоне также был назначен играющим тренером команды и провёл за «Сталь» 11 матчей в первой лиге, после чего завершил игровую карьеру.
После окончания карьеры, вошёл в тренерский штаб донецкого «Металлурга», но проработал там только один сезон. Затем работал тренером в харьковском «Гелиосе», молдавском «Зимбру», украинских клубах «Крымтеплица», «Говерла», «Карпаты» (Львов), «Металлист», «Мариуполь», «Сумы».
В апреле 2019 года решением КДК ФФУ пожизненно отстранён от любой деятельности, связанной с футболом, за участие в организации договорных матчей. После дополнительного рассмотрения дела срок дисквалификации был изменён на 5 лет и ещё 5 лет условно (с испытательным сроком 2 года).

## Достижения
«Шахтёр» Донецк
- Обладатель Кубка Украины: 1994/1995

«Металлург» Липецк
- Победитель второй лиги ПФЛ (зона «Запад»): 1996

«Сталь» Днепродзержинск
- Победитель второй лиги (группа «В»): 2003/2004

«Говерла» Ужгород
- Победитель Первой лиги Украины по футболу 2011/2012

«Ильичевец» Мариуполь
- Победитель Первой лиги Украины по футболу 2016/2017